# 小行星5630
小行星5630（5630 Billschaefer）是一颗绕太阳运转的小行星，为主小行星带小行星。该小行星于1993年3月21日发现。

## 轨道参数
小行星5630的轨道半长轴为2.2438296 UA，离心率为0.140。